# Георг Карл фон Хесен-Дармщат
Георг Карл фон Хесен-Дармщат (на немски: Georg Karl von Hessen-Darmstadt; * 14 юни 1754 в Дармщат; † 28 януари 1830 в Шютрисберг-Хемниц, днес Словакия) е принц от Хесен-Дармщат.
Той е третият син на ландграф Георг Вилхелм фон Хесен-Дармщат (1722 – 1782) и съпругата му Мария Луиза фон Лайнинген-Дагсбург-Фалкенбург (1729 – 1818), дъщеря на граф Христиан Карл Райнхард фон Лайнинген-Дагсбург.
Брат е на Лудвиг Георг Карл (1749 – 1823), Карл Вилхелм Георг (1757 – 1797) и Фридрих (1759 – 1808). 
Той е уволнен с позор от войската (вероятно, заради убийство в афект) и трябва да отиде в изгнание в Горна Унгария, където се установява в немския анклав Шютрисберг-Хемниц (днес Банска Щявница, Bánky-Banská Štiavnica). Там получава по-нататък своя апанаж чрез немската протестантска църква. Той се жени за не-благородничка и децата му са изключени от наследството на Дом Хесен. Той умира в Шютрисберг от грабежно нападение и е погребан там. Неговият син Георг Хесз (* 1780; † 1856) се занимава с технизацията на сребърните мини в региона.
Фамилията Хесен-Дармщат изкупува всички официални документи за Георг Карл (за женитбата и децата) и ги унищожава.